# Risoluzione 68/262 dell'Assemblea generale delle Nazioni Unite
La risoluzione 68/262 dell'Assemblea generale delle Nazioni Unite è stata adottata il 27 marzo 2014, col titolo «L'integrità territoriale dell'Ucraina». La causa immediata di questa risoluzione è l'annessione russa della Crimea. La risoluzione riconosce la Crimea e Sebastopoli entro i confini internazionali dell'Ucraina e respinge la validità del referendum crimeano del 2014.
La risoluzione, non vincolante, è stata introdotta da Canada, Costa Rica, Germania, Lituania, Polonia e Ucraina.